# Olesicampe gracilipes
Olesicampe gracilipes là một loài tò vò trong họ Ichneumonidae.